# Medina (Magyarország)
Medina (szerbül: Медина) község Tolna vármegyében, a Szekszárdi járásban, a Sió folyó jobb partján. A 6316-os út köti össze Szedres községgel és a 63-as főúttal, valamint a 6317-es úttal.
Nevének feltételezhetően nincs köze a szaúd-arábiai Medinának, az iszlám egyik szent városának nevéhez, melynek jelentése város (المدينة – al-Madína).

## Fekvése
A falu Szekszárdtól kb. 20 km-re északra fekszik, a Sió csatorna jobb partján. Megközelítése a 63-as főútról Szedrestől induló bekötőúton (4 km). Környező települések: Kölesd, Szedres és Felsőnána.

## Története
1394-ben egyházi birtokként említik először.
1446-ban Mede néven említik. Neve eredetileg a régi magyar med (= száraz) melléknévből származhat, de eredhet a 'méz' jelentésű szláv 'med' szóból is. Mai nevét a betelepülő szerbek alkották meg. Ma a megye egyetlen olyan települése, ahol szerb nemzetiségi önkormányzat van.

## Közélete

### Polgármesterei
- 1990–1994: Csajbók Kálmán (független)[5]
- 1994–1998: Konrád László (független)[6]
- 1998–2002: Szalai László (független)[7]
- 2002–2006: Szalai László (független)[8]
- 2006–2010: Szalai László (független)[9]
- 2010–2014: Vén Attila (Fidesz-KDNP)[10]
- 2014–2019: Vén Attila (Fidesz-KDNP)[11]
- 2019–2024: Vén Attila (Fidesz-KDNP)[12]
- 2024– : Lang Katalin (független)[1]

## Népesség
A település népességének változása:
| Lakosok száma | 769  | 773  | 806  | 748  | 693  | 688  | 672  |
|               | 2013 | 2014 | 2015 | 2021 | 2022 | 2023 | 2024 |

A 2011-es népszámlálás során a lakosok 86,7%-a magyarnak, 2,4% cigánynak, 2,7% németnek, 4,4% szerbnek mondta magát (12,5% nem nyilatkozott; a kettős identitások miatt a végösszeg nagyobb lehet 100%-nál). A vallási megoszlás a következő volt: római katolikus 29,6%, református 20,1%, evangélikus 0,2%, felekezeten kívüli 28,1% (19,2% nem nyilatkozott).
2022-ben a lakosság 91,9%-a vallotta magát magyarnak, 6,9% cigánynak, 5,8% szerbnek, 1,4% németnek, 0,1-0,1% lengyelnek és görögnek, 1,3% egyéb, nem hazai nemzetiségűnek (7,6% nem nyilatkozott; a kettős identitások miatt a végösszeg nagyobb lehet 100%-nál). Vallásuk szerint 22,4% volt római katolikus, 15,9% református, 2,9% ortodoxnak, 1,4% egyéb keresztény, 0,6% egyéb katolikus, 19,9% felekezeten kívüli (36,8% nem válaszolt).

## Nevezetességei
- A község északi részén az egykori Sió-meder és a Sió-csatorna között emelkedő dombháton újkőkorszaki és bronzkori leletek kerültek elő.
- Református temploma 1790-ben épült, 1837-ben bővítették.
- Görögkeleti temploma 1820 körül épült klasszicista stílusban.
- A Kápolna-dűlői római katolikus kápolna 18. századi, közelében az Apponyi-kastély 1840 körül épült; 1951 és 2002 között általános iskolának használták.[15]
- A község feletti dombháton van telepítve a magyar légvédelem legnagyobb méretű eszköze, a több mint 30 méteres antennával rendelkező P–14 Oborona (Tall King C) távolfelderítő lokátor. Valamint itt települ az MH 54. Veszprém Légtérellenőrző Ezred Réskitöltő radarszázada és egy oktató-kiképzőbázis is.

## Neves lakói
- Fülep Lajos 1920–1921-ben református lelkészként szolgált a faluban.
- Hevenesi János szerzetes, egyházi író 1950–1952 között a falu katolikus lelkésze volt.